# Större skärnäbb
Större skärnäbb (Drymotoxeres pucheranii) är en fågel i familjen ugnfåglar inom ordningen tättingar.

## Utseende och läte
Större skärnäbb är en kraftig trädklättrare med en mycket stor och nedåtböjd näbb. Fjäderdräkten är brun med beigefärgade streck på huvud, hals och undersida. Dubbla vita strimmor på ansiktet och kraftigare näbb skiljer den från brunnäbbad skärnäbb. Bland lätena hörs olika nasala och gnälligt gnisslande ljud.

## Utbredning och systematik
Fågeln förekommer lokalt i västra Anderna från Colombia till sydöstra Peru (Cuzco). Den placeras som ensam art i släktet Drymotoxeres. 

## Levnadssätt
Större skärnäbb hittas i högväxt och fuktig molnskog. Den ses vanligen enstaka, ibland tillsammans med kringvandrande artblandade flockar. Fågeln födosöker efter insekter utmed mossklädda stammar och grenar.

## Status och hot
Arten har ett stort utbredningsområde, men tros minska i antal, dock inte tillräckligt kraftigt för att den ska betraktas som hotad. Internationella naturvårdsunionen IUCN listar arten som livskraftig (LC).